# Lokros (syn Zeusa)
Lokros (gr. Λοκρός Lokrós, łac. Locrus) – w mitologii greckiej jeden z herosów.
Uchodził za syna Zeusa i jego kochanki, Majry. Wraz z Amfionem i Zetosem zbudował Teby.